# Nueva ola de Chile
La Nueva Ola en Chile (1958-1970) es el término con el que se denominaba al grupo de músicos e intérpretes que, desde finales de los años 1950, adoptaron la influencia musical del rock and roll proveniente de Estados Unidos y posteriormente patrones de la cultura pop de Europa. En Chile fue el primer gran fenómeno de ventas de la música popular masiva en el país. Surgió hacia 1958 bajo el poderoso alero de la radio y televisión, transformándose a poco andar en una de las primeras formas que tuvo el público masivo para acercarse a la incipiente música rock.

## Historia

### Primera fase

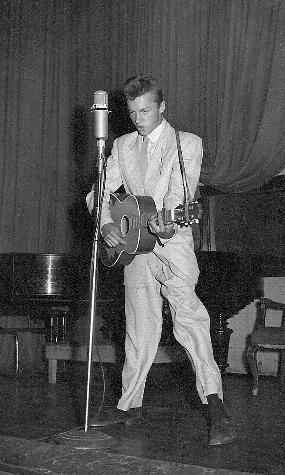
Peter Rock fue precursor de la Nueva Ola chilena.

Con el auge que tenía el rock and roll en el mundo en la década de 1960, la industria musical chilena contempló la posibilidad de darle cabida a jóvenes intérpretes nacionales, para que interpretaran canciones ya reconocidas a escala mundial. Los productores y programadores de discos, tuvieron un rol fundamental, a través de audiciones radiales y de sus influencias en los sellos grabadores, vieron en el rock cantado por chilenos un producto con reales posibilidades comerciales. Fue así como este movimiento musical tuvo estrecha relación con los medios de comunicación masivos, radio y televisión principalmente, y con los personajes ligados a ellos, quienes muchas veces alcanzaron niveles de popularidad similar al de los propios intérpretes. En este sentido las figuras del director artístico y del disc-jockey fueron fundamentales.
De los intérpretes, el gran precursor fue Peter Rock, quien a la edad de 14 años se presentó en Radio Minería, Radio del Pacífico y Radio Agricultura para promocionarse con este estilo musical en 1958. En 1959, grabó «Nena, no me importa» («Baby, I don't care»), un cover de Elvis Presley, que es considerado el punto de partida de este movimiento en Chile. Los Ramblers, con "El rock del Mundial" del año 1962, la consagración de este género.
Con una fisonomía eminentemente internacional, surgió durante la década de 1960 el movimiento conocido como Nueva Ola, término que ya se conocía en Argentina y en Europa con algunas variantes. Sus intérpretes, todos jóvenes y de buena presencia, inundaron la música popular masiva con sus canciones.
Los Carr Twins, Buddy Richard, Los Red Juniors, Los Blue Splendor, Luis Dimas, José Alfredo Fuentes, Fresia Soto, Cecilia, quien en 1965 ganó el Festival de Viña del Mar, Gloria Aguirre, Pat Henry, Gloria Benavides, Danny Chilean, Mireya Gilbert, Carmen Maureira, Juan Pedro, Sergio Inostroza, Luz Eliana, Los Tigres, Alan y sus Bates, Marisole, The High & Bass, Los Rockets, Carlos González, Willy Monti, Larry Wilson; Y bandas como Los Ecos, Los Primos, Carlos Contreras y otros de menor renombre, por mencionar algunos constituyeron uno de los movimientos de mayor productividad en la historia de la música popular chilena, transformándose en verdaderos ídolos. Los sellos se preocuparon de tener en su elenco a estos nóveles intérpretes de gran arrastre; el disco se transformó en un bien preciado, dependiendo del contenido sonoro y de la foto de su carátula, y, el propio movimiento superó su naturaleza musical para transformarse en un verdadero fenómeno social.

### Segunda fase
A partir de esto, numerosos artistas continuaron con el desarrollo de este movimiento en su, podríamos decir segunda fase, durante varios años. Algunos de los artistas más importantes fueron: Ginette Acevedo, Maitén Montenegro, Marcelo Hernández, Myriam Luz, Los Harmonic's, Los Átomos, Gina y los Tickets, María Teresa, Patricio Morán, Ray Palaviccino, Jaime Soval, Ray Alex. También destacar los grupos instrumentales entre los que sobresalen Los Rockets, Los Ecos, Los Primos, Los Tickets, Los Diablos Azules, Los Stéreos, Los Fénix, Los Átomos. 
En 1967 se produce un quiebre en esta moda producto del ingreso de la música sicodélica. Surgen o se transforman varios conjuntos en roqueros como Los Mac's, Los Jockers, Los Vidrios Quebrados, Los Larks, Los Beat 4, Los Picapiedras, Los Sonnys, Los Sicodelicos y otros de menor relevancia y comienzan sus retirada los históricos de la nueva ola, algunos emigran al extranjero inclusive. En el intertanto, se producen hallazgos interesantes entre 1967 y 1970 como lo fueron los Bric a Brac y Clan 91. A partir de 1970 las tendencias roqueras adquieren mayor identidad, el grupo High Bass pasa a llamarse Los Jaivas, el grupo Kissing Spell pasa a llamarse Embrujo, The Apparitions pasa a llamarse Los Blops, aparece Congreso, Congregación y el reciclaje de músicos de diversas bandas reagrupados en Frutos del País y siguiendo los acontecimientos del país, comienza una larga peregrinación de grupos al exilio. Los mayores aplausos y admiración se centró en Los Jaivas que primero emigraron a Argentina y luego a Francia y desde allí recorrieron prácticamente toda Europa occidental y oriental hasta Siberia, toda América desde Canadá hasta la Patagonia y Antártica, Australia, Isla de Pascua. Ortiga, Frecuencia Mod y Carlos Eduardo de los Reyes y se radicaron en Alemania. Carlos Eduardo de los Reyes luego de integrar el grupo Santiago en Alemania junto a Tato Gómez, Mario Argandoña. Sergio del Río fundó la banda Los Jockers y también formó parte de Destruction Mac’s, Largo y Tendido, Aguaturbia y Tumulto. Marcelo Hernández, Osvaldo Díaz, Verónica Hurtado, Sonido Ocho, Los Mascotts, Los Quarrel's, pero especialmente cuatro grupos que dieron la vuelta por toda América con sus éxitos: Los Ángeles Negros, Los Galos, Punto Seis, Los Golpes y Capablanca. Menor popularidad logró Los Cristales. Todos estos grupos no-roqueros tuvieron grandes éxitos entre 1969 y 1975 pero casi al unísono se empezaron a disolver todos ellos, varios por curiosa coincidencia, en México.

## Críticas
Sin embargo, esta corriente musical no estuvo exenta de ácidas críticas. El hecho de cantar ritmos extranjeros, muchas veces en inglés e incluso bajo nombres artísticos anglosajones, implicó que la Nueva Ola muchas veces fuera identificada como un movimiento extranjerizante, que no representaba la tradición nacional y que, por lo mismo, iba en desmedro de la real música chilena.
Independiente de esto, la Nueva Ola fue el primer gran fenómeno de ventas de la música popular masiva en Chile, y una de las primeras formas que tuvo el público para acercarse a la incipiente música rock. Marcó la escena nacional durante la década de 1960, entrando luego en un retroceso que no impidió su permanencia en la memoria de toda una generación.